# گریت لیک بی‌جی
گریت لیک بی‌جی (به انگلیسی: Great_Lakes_BG) یک هواگرد ملخ‌پیشین تک‌موتوره از نوع بمب‌افکن ساخت شرکت Great Lakes Aircraft Company است. هواگرد گریت لیک بی‌جی نخستین پروازش را در ۱۹۳۳ میلادی انجام داد. این هواگرد در سال ۱۹۳۴ میلادی رسماً معرفی گردید. در مجموع، تعداد ۶۱ فروند از این هواگرد ساخته شده‌است.